# Stéphane Renault
Stéphane Renault, né le 1er mars 1968 à Harfleur (Seine-Maritime), est un joueur de badminton français.
Il a obtenu 10 titres nationaux, dans 4 catégories d'âge différentes.

## Palmarès

### International
- Internationaux du Portugal en simple : 1988 ;
- Internationaux d'Israël en simple : 1990 ;
- Internationaux d'Israël en double mixte : 1990 (avec Élodie Mansuy) ;
- Participation aux Jeux Olympiques en 1992 (à Barcelone) en simple (33e) ;

### National séniors
| Saison    | Titre                 | Discipline    | N° | Nom(s)              |
| --------- | --------------------- | ------------- | -- | ------------------- |
| 1986/1987 | Championnat de France | Simple hommes | 1  | Stéphane Renault    |
| 1989/1990 | Championnat de France | Double hommes | 1  | avec Franck Panel   |
| 1990/1991 | Championnat de France | Double hommes | 1  | avec Franck Panel   |
| 1995/1996 | Championnat de France | Double mixte  | 1  | avec Christelle Mol |

### National cadets, juniors, et vétérans
| Saison    | Titre                            | Discipline    | N° | Nom(s)             |
| --------- | -------------------------------- | ------------- | -- | ------------------ |
| 1983/1984 | Championnat de France cadets     | Simple hommes | 1  | Stéphane Renault   |
| 1984/1985 | Championnat de France juniors    | Simple hommes | 1  | Stéphane Renault   |
| 1984/1985 | Championnat de France juniors    | Double hommes | 1  | avec Franck Panel  |
| 1985/1986 | Championnat de France juniors    | Double hommes | 1  | avec Franck Panel  |
| 2005/2006 | Championnet de France vétérans I | Double hommes | 1  | avec Nicolas Sené  |
| 2006/2007 | Championnet de France vétérans I | Double hommes | 1  | avec David Cocagne |